# Четвертаков, Владимир Николаевич
Влади́мир Никола́евич Четвертако́в (1899, Баку, Бакинская губерния, Российская империя — 26 февраля 1939, Москва, РСФСР) — деятель ГПУ/НКВД СССР, капитан государственной безопасности, нарком внутренних дел Киргизской ССР (1936—1937). Входил в состав особой тройки НКВД СССР, внесудебного и, следовательно, не правосудного органа уголовного преследования.

## Биография
Родился в семье рабочего нефтепромыслов. В апреле 1919 года вступил в ряды РКП(б). В органах ВЧК—ОГПУ—НКВД с мая 1919 года.
- 1919—1921 годы — уполномоченный, начальник Военного отделения, уполномоченный Особого отдела ВЧК Ферганской области, уполномоченный Особого отдела ВЧК охраны афгано-китайской границы (Ош),
- 1921—1922 годы — помощник начальника Информационного отдела Особого отдела ВЧК 2-й стрелковой дивизии (Коканд),
- 1922—1925 годы — помощник начальника, начальник Информационного отделения Особого отдела ГПУ Ферганской группы войск, начальник Особого отдела ГПУ 2-й кавалерийской бригады, начальник Особого отдела ГПУ Ферганской группы войск, начальник Особого отдела ГПУ при СНК Хорезмской ССР, начальник Хорезмского окружного отдела ГПУ, начальник Особого отдела ГПУ 8-й кавалерийской бригады,
- 1925—1931 годы — начальник Особого — контрразведывательного отдела ГПУ при СНК Узбекской ССР, начальник Информационно-агентурного — Информационного отдела ГПУ при СНК Узбекской ССР, начальник Организационного отдела Полномочного представительства ОГПУ по Средней Азии,
- 1931—1936 годы — заместитель председателя ГПУ при СНК — помощник начальника Управления НКВД по Киргизской АССР, начальник Секретно-политического отдела УГБ НКВД Узбекской ССР, капитан государственной безопасности,
- 1936—1937 годы — начальник Управления НКВД по Киргизской АССР, народный комиссар внутренних дел Киргизской ССР. Этот период отмечен вхождением в состав особой тройки, созданной по приказу НКВД СССР от 30.07.1937 № 00447[2] и активным участием в сталинских репрессиях[3].

## Завершающий этап
Арестован 18 октября 1937 года. Осуждён ВКВС СССР 26 февраля 1939 года к ВМН. Расстрелян в день вынесения приговора в Москве. Реабилитирован 19 сентября 1957 года.

## Награды и звания
- Знак Почётный сотрудник госбезопасности V.
- Орден Трудового Красного Знамени Хорезмской республики (15.2.1922).
- Орден Красного Знамени (7.3.1924).
- Орден Трудового Красного Знамени Узбекской ССР (27.12.1927).